# Titularbistum Motula
Motula (ital.: Mottola) ist ein Titularbistum der römisch-katholischen Kirche.
Es geht zurück auf einen Bischofssitz in der Stadt Mottola, die sich in der italienischen Region Apulien befindet. Das Bistum Motula war dem Erzbistum Tarent als Suffraganbistum unterstellt.
| Titularbischöfe von Motula |                                            |                              |                    |                |
| Nr.                        | Name                                       | Amt                          | von                | bis            |
| 1                          | Bernard Joseph McLaughlin                  | Weihbischof in Buffalo (USA) | 28. Dezember 1968  | 5. Januar 2015 |
| 2                          | Angelo De Donatis                          | Weihbischof in Rom (Italien) | 14. September 2015 | 28. Juni 2018  |
| 3                          | Gianfranco Gallone Erzbischof pro hac vice | Apostolischer Nuntius        | 2. Februar 2019    |                |